# هاسيندا

Hacienda Lealtad ، مزرعة البن السابقة التي استخدمت العبيد للعمل فيها في لاريس ، بورتوريكو

مزرعة (UK: /ˌhæsiˈɛndə/ أو US: /ˌhɑːsiˈɛndə/ ؛ تلفظ بالإسبانية: ‎/aˈθjenda/‏ أوتلفظ بالإسبانية: ‎/aˈsjenda/‏)، هي كلمة اسبانية الأصل تشير إلى العقارات الزراعية الكبيرة داخل المستعمرات للإمبراطورية الإسبانية، وتشبه الـ لاتيفونديوم الروماني. كانت بعض هذه العقارات الزراعية عبارة عن مزارع أو مناجم أو مصانع، وهناك من هذه العقارات الزراعية من جمع هذه الأنشطة الثلاث. والكلمة مشتقة من الإسبانية الفعل "HACER" أو ما صيغة الفعل "haciendo"، من اللاتينية «الصفعة»، بمعنى «لجعل» و «تصنيع» على التوالي. تعتبر الهايسندا مشاريع تجارية تهدف إلى كسب المال عن طريق تربية الحيوانات والاهتمام بالبساتين.
مصطلح " hacienda" أو المزرعة غير دقيق، ولكنه يشير إلى العقارات الزراعية ذات الحجم الكبير. فالعقارات الصغيرة تسمى estancias أو ranchos التي كانت مملوكة بشكل حصري تقريبًا للإسبان وcriollos (الأمريكيين اللاتينيين من أصل إسباني)، وفي حالات نادرة تملكها أفراد مختلطوا الأعراق. والجدير بالذكر أنه في الأرجنتين التسمية معكوسة، فمصطلح  estancia يُستخدم للإشارة إلى الأراضي الزراعية الكبيرة. في العقود الأخيرة، تم استخدام المصطلح في الولايات المتحدة للإشارة إلى النمط المعماري المرتبط بالمنازل ذات الطراز الريفي.
كان نظام «المزرعة» في الأرجنتين وبوليفيا وشيلي وكولومبيا وغواتيمالا والسلفادور والمكسيك وغرناطة الجديدة وبيرو نظامًا لتملك العقارات الكبيرة من الأراضي. يوجد نظام شبيه لكن على نطاق أصغر في الفلبين وبورتوريكو، لكنه أكبر من ما هو معمول فيه بالـ estancia. في بورتوريكو، تزرع هذه الأراضي (estancias) إما قصب السكر أو بن أو قطن، وتصدر محاصيلها للخارج.

## المنشئ والإزدهار

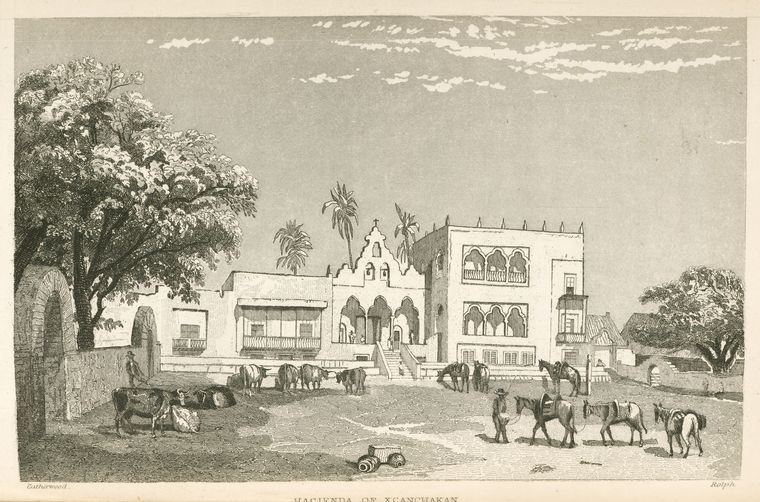
مزرعة Xcanchakan

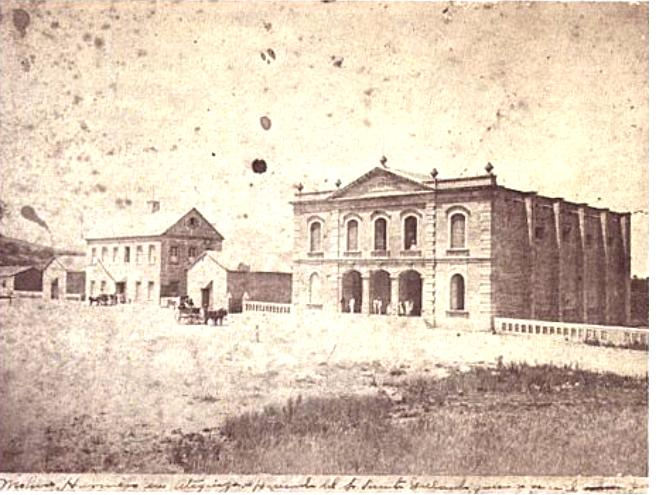
مطحنة القمح ومسرح Vicente Gallardo ؛ مزرعة أتيكويزا، خاليسكو ، المكسيك ، 1886.

نشأت المزراع "Haciendas" خلال الاستعمار الإسباني للأمريكتين كنتيجة لأي إستعمار في ذالك الوقت. مع إنشاء الأسبان مدنًا وسط الأراضي المحتلة، تم توزيع قطع القريبة كقطع أرضي صغيرة، بينما تم منح المناطق البعيدة كملكية كبيرة للأراضي للغزاة، على شكل أراضي زراعية كبيرة وصغيرة (haciendas و estancias). حيث وزعت الأراضي بشكل موازي مع توزيع السكان الأصليين الذين اصبحوا عبيداً. تم تشكيل مزارع (haciendas) جديدة في العديد من الأماكن في القرنين السابع عشر والثامن عشر حيث تحولت معظم الاقتصادات المحلية من التعدين إلى الزراعة وتربية الماشية.
تم تطوير المزارع (Haciendas) كمؤسسات اقتصادية ربحية مرتبطة بالأسواق الإقليمية أو الدولية. على الرغم من أن المزارع ليست مرتبطة بشكل مباشر بالمنح المبكرة للعمالة الأمريكية الأصلية (الإقطاعية الإسبانية)، أو encomienda، إلا ان العديد تملكوا أراضي وبدأوا بتنفيذ المشاريع، ليستفيدوا من نظام العمل القسري (نظام الرق). ويلفت النظر أ، حتى الأراضي ذات الملكية الخاصة التي شكلت معظم المزارع  (haciendas) كان لها ارتباط غير مباشر مع نظام الإقطاعية الإسبانية. كانت الإقطاعية الإسبانية تكسب أهميتها الإقتصادية من المزارع (haciendas). ولأن المنح الإسبانية كانت من التاج الإسباني (الملك)، كان حاملوها يعتمدون على التاج ويدعمونه لإستمرار النظام الإقطاعي. إلا أن التاج الإسباني تحرك للقضاء على هذه النظام الذي يوفر العمالة للإقطاعيين، وقام الإسبان بتوحيد ممتلكات الأراضي الخاصة وتوظيف العمالة المجانية على أساس دائم أو متقطع. كان هنالك توجه طويل الأمد لإنشاء مزرعة (hacienda) كملكية خاصة آمنة، والتي نجت من الفترة الاستعمارية وحتى القرن العشرين. تم دمج العقارات في الاقتصاد قائم على السوق يستهدف القطاع ذو الأصول الإسبانية، حيث قاموا بزراعة المحاصيل سكر والقمح والفواكه والخضروات، بجانب الاستفادة من المنتجات الحيوانية مثل اللحوم والصوف والجلود والشحم. 
نشأت المزارع Haciendas على أساس إعطاء منح الأراضي - منح الإسبانية، المقدمة إلى العديد من المستعمرين والمسؤولين عن التاج، ولكن يمكن للعديد من الإسبان العاديين تقديم طلب إلى التاج يتمكنوا من تملك الأراضي. يُعتقد أن النظام في المكسيك قد بدأ عندما منح التاج الإسباني لهيرنان كورتيس لقب ماركيز وادي أواكساكا في عام 1529 (ماركيز هي المرتبة الثانية من مراتب النبلاء). وعليه قد منح قطعة أرض تضم كل ولاية موريلوس الحالية. وقد استفاد كورتيس أيضاً من المنح الإقطاعية التي أعطته الفرصة للوصول إلى مجموعة كبيرة من العمالة الأصلية.

## العاملون
في أمريكا الإسبانية، كان يُطلق على صاحب المزرعة (hacienda) اسم hacendado أو patrón، بمعنى مالك المزرعة أو رب العمل. فضل معظم ملاك المزارع الكبيرة والمربحة العيش في المدن الإسبانية بالقرب من مزارعهم، ولكن في المكسيك، عاش الأغنياء من أصحاب المزارع في مكسيكو سيتي، وكانوا يزورون مزارعهم من وقت لأخر. كانت الإدارة في الموقع هو الأسوب المتبع لإدراة العقارات الريفية، أي يعين مسؤول مقابل أجر، وهذا الأسلوب مشابه للنظام الإداري داخل الإقطاعيات الإسبانية. غالبًا ما كان يتم تعيين الإداريين لمدة محددة من العمل، ويتلقون راتبًا وأحياناً يأخذون حصة من أرباح المزرعة. وهنالك حالات استحواذ من قبل بعض الإداريين على أراضي الزراعية التي كانوا يديرونها.
اختلفت القوى العاملة في المزارع حسب نوع المزرعة ومكانها. في وسط المكسيك بالقرب من مجتمعات السكان الأصليين وزراعة المحاصيل لتزويد الأسواق الحضرية، كانت القوة عاملة صغيرة ودائمة مقيمة في المزرعة. يمكن توظيف هذه العمالة من السكان الأصليين القريبين من مكان المزرعة، وعادة يكون التعيين على أساس الحاجة/ الموسم، مثل وقت الزراعة ووقت الحصاد.  كان العاملون في المزارع الدائمين والمؤقتين يعملون في أرض تعود ملكيتها إلى رب العمل (patrón) وتحت إشراف مشرفين عمل محليين. في بعض الأماكن، كان المزارعون الصغار أو الفلاحون الذين يعملون في الأراضي الزراعية الصغيرة ممتلكون (عبيد) إلى أصحاب الأراضي (hacendado)، ويدينون له بجزء من محاصيلهم. في عدد من الأماكن، كان اقتصاد القرن الثامن عشر إلى حد كبير يعتمد على نظام مقايضة، مع القليل من التعامل النقدي.

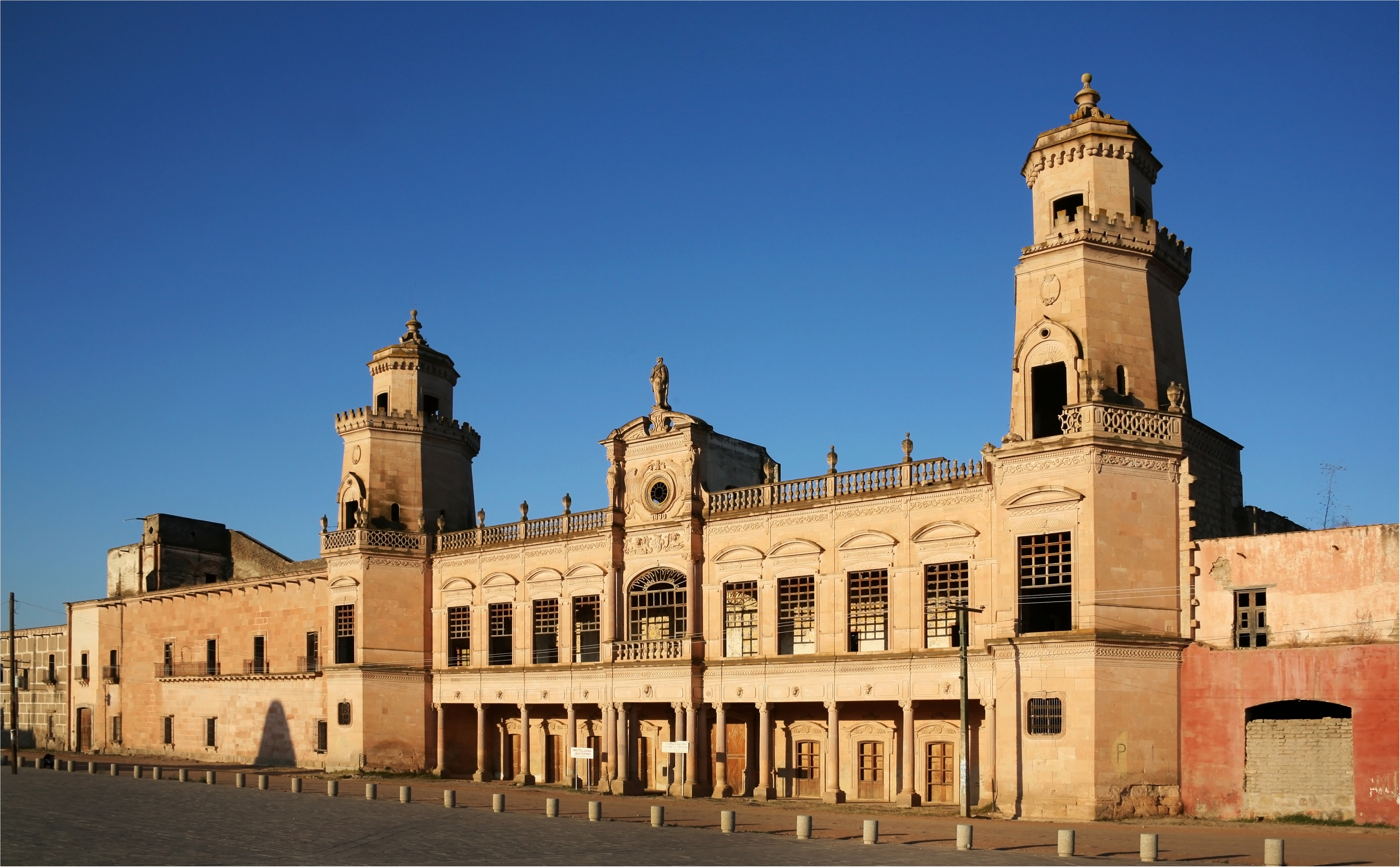
Jaral de Berrios ، ربما أهم مزرعة في العصر الاستعماري كان مالكها في وقت من الأوقات أحد أكبر ملاك الأراضي في العالم. تقع في ولاية غواناخواتو بالمكسيك

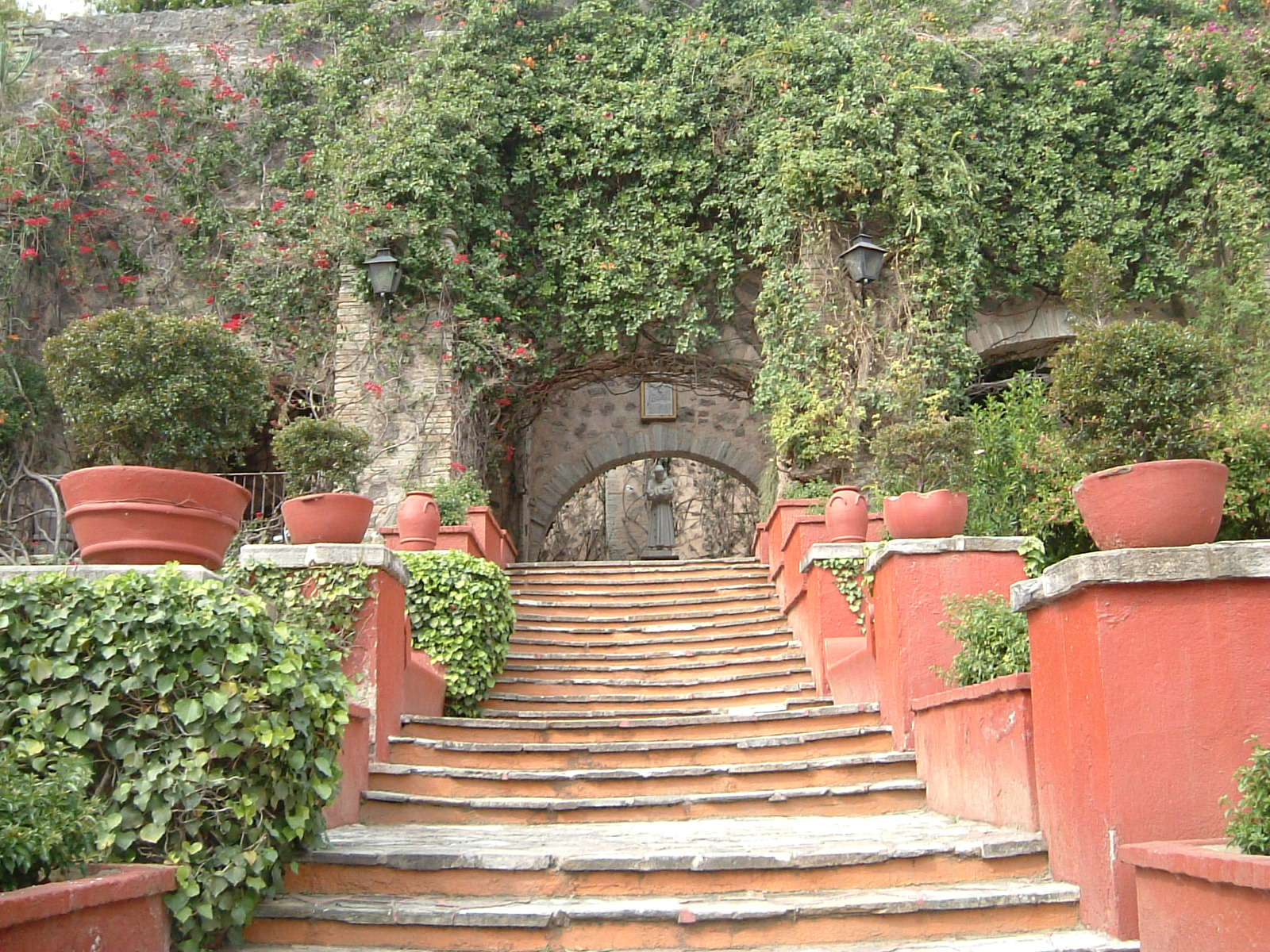
حدائق مزارع سان غابرييل في غواناخواتو ، غواناخواتو ، المكسيك.

كانت تربية المواشي أمراً محورياً للمزارع (haciendas)، وكان أكبرها في المناطق التي لا يقطنها السكان الأصليون بكثافة، مثل شمال المكسيك، ولكن مع انخفاض عدد السكان الأصليين في المناطق الوسطى، أصبحت الفرصة أكبر لزيادة عدد الأراضي المتاحة للرعي الماشية هناك. كانت الماشية عبارة عن حيوانات تم استيرادها في الأصل من إسبانيا، مثل الأبقار والخيول والأغنام والماعز، وكان ذلك جزءًا من التبادل الكولومبي، لكن نتج عن هذا التبادل مجموعة كبيرة من التغيرات البيئية. فمثلا، كان للأغنام خاصاً تأثير مدمر على البيئة بسبب الرعي الجائر. أطلق مسميات مثل رعاة الابقار vaqueros و gauchos على الخيالة العاملين في مزارع المواشي في المخروط الجنوبي.
بالإضافة إلى الزراعة وتربية المواشي، هنالك شكل ثالث للمزارع (haciendas) الأ وهو المناجم، كما هو الحال في المكسيك، قد يكتسب رب العمل من هذا الشكل ثروة هائلة. فمثلا مزرعة القديسة لوسي اليسوعية كانت مربحة وكبيرة بشكل غير عادي، وكانت تقع بالقرب من مكسيكو سيتي، وتأسست هذه المزرعة عام 1576 واستمرت حتى الطرد في عام 1767، اعاد هيرمان كونراد بناءها بناءاً على مصادر أرشيفية. وقد كشفت عملية إعادة الإعمار هذه عن طبيعة المزارع (haciendas) في المكسيك وعن نظام العمل فيها، وعن طبيعة القوى العاملة فيها، وماهية أنظمة التملك للأراضي، وبالإضافة عن علاقتها بأكبر مجتمع إسباني في المكسيك.
كان هناك انحياز للكاثوليكيين من قبل الإستعمار الإسباني، فقد تملكت الكنيسة الكاثوليكية والرهبان، وخاصة اليسوعيون (كهنة كاثوليكيين ينتموا إلى جمعية اليسوع انذاك) ممتلكات ضخمة من المزارع وأقترضت الأموال. ولأن ملاك المزارع هم حاملين القروض العقارية، فرتبطت مصالح الكنيسة بفئة ملاك الأراضي. مما دفع الجماهير لاحقاّ لتطوير بعض العداء للكنيسة في المكسيك ودول أمريكا اللاتينية الأخرى حيث قاموا بمصادرة مزارع الكنيسة أو حاصروها عندما استقلوا أو أثناء القيام بتحركات سياسية أخرى.
كانت المزارع Haciendas في منطقة البحر الكاريبي مزروعة بقصب السكر تحديداً، وكانت العمالة من العبيد الأفارقة. في بورتوريكو، انتهى هذا النظام بإلغاء الرق في 22 آذار 1873.

## مزارع في أمريكا الجنوبية
في أمريكا الجنوبية، ظلت المزارع بنظامها الإقطاعي الإسباني قائمة حتى بعد انهيار النظام الاستعماري في أوائل القرن التاسع عشر حيث نالت الدول استقلالها. في بعض الأماكن، مثل جمهورية الدومينيكان، مع الاستقلال، بذلت الجهود كثورة زراعية لتقسيم المزارع الكبيرة على عدد كبير من مزارعي الكفاف الصغار (حيث يزرعون ما يلزمهم وعائلاتهم). في الأرجنتين وفي أماكن أخرى، تطور اقتصاد ثان دولي قائم على النقود بشكل مستقل عن المزارع، لأن المزارع الريفية غرقت في الفقر.[بحاجة لمصدر]

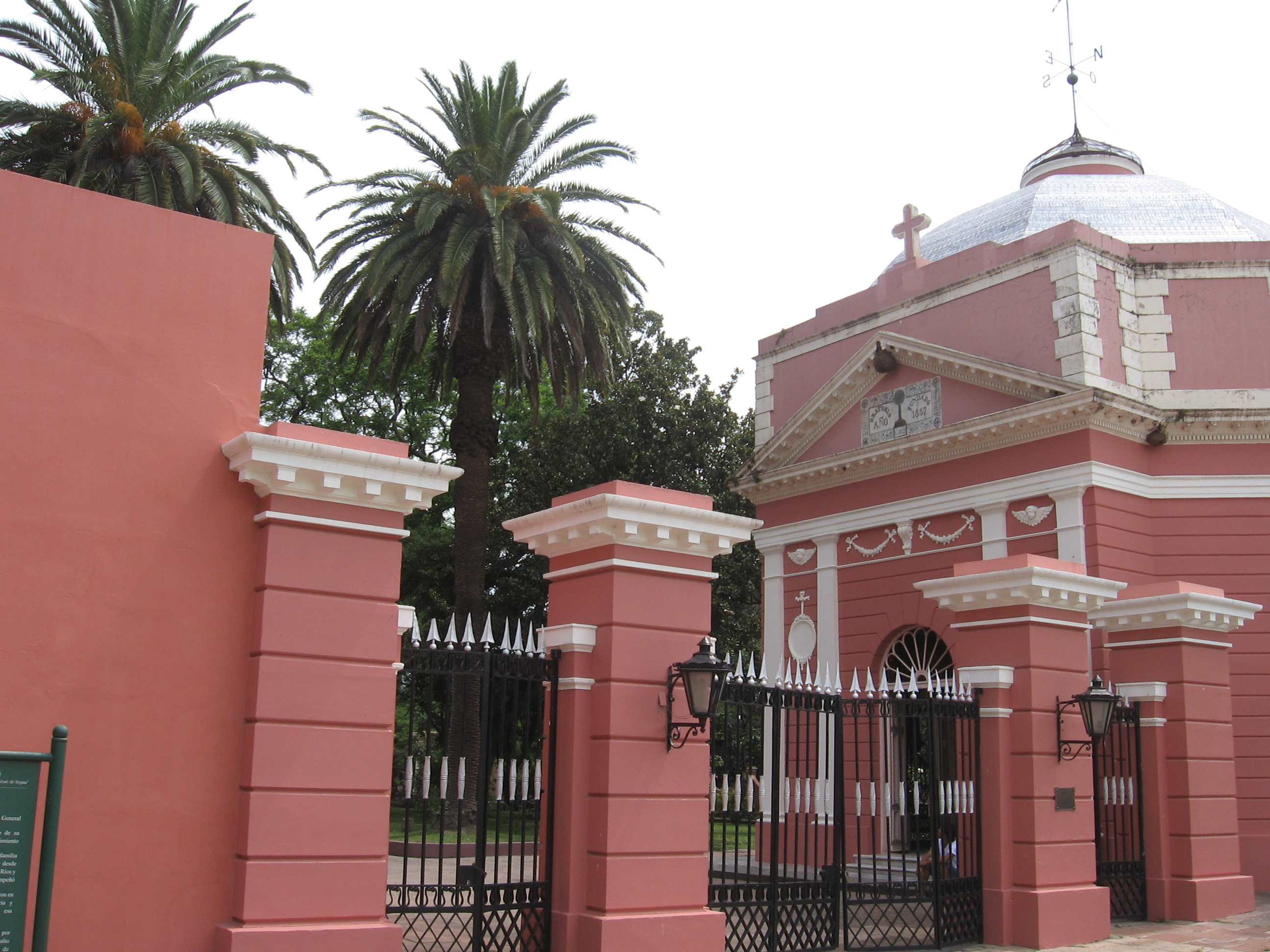
بالاسيو سان خوسيه ، الأرجنتين ؛ يملكها Justo José de Urquiza ، القرن التاسع عشر.

في معظم أمريكا اللاتينية، بقي الوضع القديم قائم حتى بعد الإستفلال. في المكسيك مثلا، ألغيت المزارع (haciendas) بموجب القانون في عام 1917 خلال الثورة، لكن آثار النظام ما زالت تؤثر على المكسيك حتى اليوم. ففي العديد من الحالات في المناطق الريفية، ما زال الأغنياء متأثرون بالأسلوب الإقطاعي القديم للمزارع على الرغم من أن ثروتهم تعتمد على المشاريع الرأسمالية.[بحاجة لمصدر]
في بوليفيا، كانت المزارع سائدة بشكلها الإسباني حتى ثورة 1952 فيكتور باز إستنسورو. حيث أسس برنامجًا شاملاً لتوزيع الأراضي كجزء من الإصلاح الزراعي. وبالمثل في بيرو، قام خوان فيلاسكو ألفارادو، في إصلاح زراعي، حيث صادر المزارع ثم وأعاد توزيعها على الفلاحين.

### تشيلي
تشكلت المزارع (Haciendas) الأولى لتشيلي خلال الإستعمار الإسباني في القرن السادس عشر.  كان لتدمير المدن السبع في أعقاب معركة كورالابا (1598) الأثر الكبير، حيث خسروا المقاطعات الرئيسة للذهب وأكبر مصدر للعمالة المحلية (الرقيق). بعد تلك السنوات الدرامية، أصبحت مستعمرة تشيلي متمركزة في وسط تشيلي، الأمر الذي أدى إلى ان تصبح أكثر ازدحاماً بالسكان واستغلالها اقتصاديًا.  الكثير من الأراضي في وسط تشيلي تم تطهيرها بالنيران خلال هذه الفترة. أما في جنوب التشيلي قد انخفض عدد السكان الأصليين بسبب الأمراض التي أدخلتها الحرب الإسبانية والحروب المتقطعة،  الأمر الذي أدى إلى ازياد عدد الحقول المفتوحة (أي لا توجد حواجز بين الحقول). إن فقدان المدن هذا، حول المستوطنات الإسبانية في تشيلي تدريجياً إلى أماكن ريفية، واكسب المزارع (haciendas) أهمية في الأمور الاقتصادية والاجتماعية. وكان لانخفاض نشاط التعدين في تشيلي في القرن السابع عشر  العامل المساعد للتوجه نحو الزراعة وتربية الحيوانات.
ابتداءً من أواخر القرن السابع عشر، وبسبب تعرض البيرو لزلزال ووباء صدأ الساق، بدأت المزارع التشيلية بتصدير القمح إلى بيرو. ساعدت التربة التشيلية والظروف المناخية لإنتاج الحبوب بجودة أعلى وسعر أرخص من تلك الموجودة في بيرو. في البداية، لم تتمكن المزارع التشيلية من تلبية الطلب على القمح بسبب نقص العمالة، لذلك لجأت إلى توظيف عمال مؤقتين بجانب الدائمين. ومن الحلول الأخرى من جانب المزارعين كان العمل كتجار، حيث قاموا بشراء القمح من قبل مزارعين مستقلين أو من مزارعين استأجروا الأرض، ليتمكنوا لاحقاً من تصديرها للبيرو. وكان هذا الحل أكثر ربحية خلال الفترة من 1700 إلى 1850. وانضمت لاحقاً مزارع من وسط تشيلي مثل ولاسيرينا وكونسبسيون إلى تصدير الحبوب إلى بيرو.
كانت المزارع في القرن التاسع عشر وأوائل القرن العشرين هي الفريسة الرئيسية لأعمال اللصوصية في تشيلي. واتسمت المزارع التشيلية في القرن العشرين بظروف عمل سيئة  وتراجعت مساهمتها في الاقتصاد.  خلال الإصلاح الزراعي التشيلي (1962-1973)، تم إلغاء المزارع ونظام المستأجرين (المستأجرين الذين دفعوا ليعملون في المزراع وليسكنوها) التي كانت قد مثلت الجزء الأكبر من تاريخ الزراعة التشيلية.

## مواقع أخرى

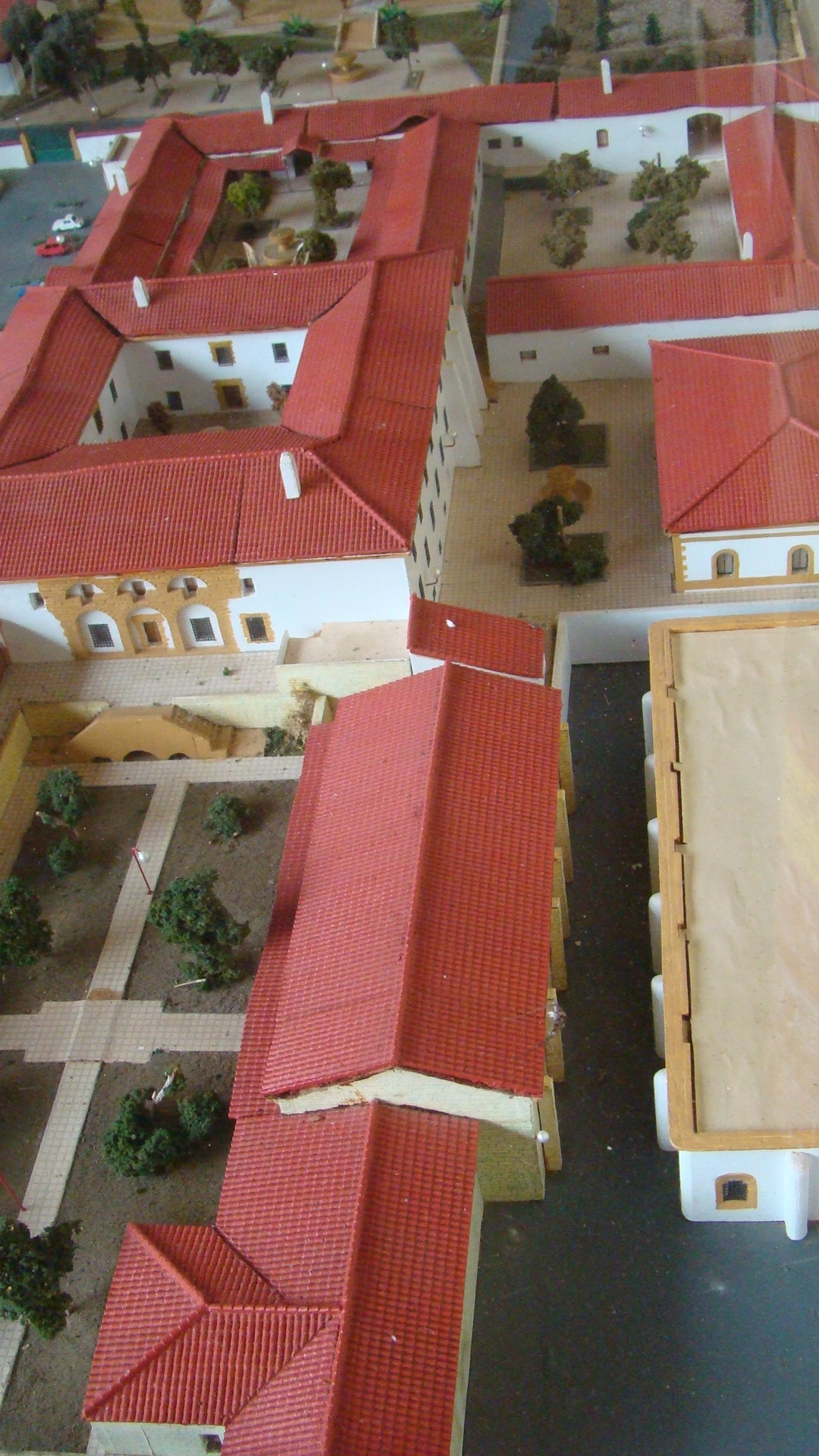
نموذج مزرعة دي لا لاغونا.

### الفليبين
في الفلبين، تأثر نظام المزرعة (hacienda) وأنماط الحياة بالاستعمار الإسباني الذي حدث بواسطة المكسيك لأكثر من 300 عام. لم تنجح محاولات إيقاف العمل نظام المزارع (haciendas) من خلال قوانين الإصلاح الزراعي خلال النصف الثاني من القرن العشرين. ومنذ ذلك الوقت اندلعت احتجاجات تتعلق بمزرعة لويزيتا Hacienda Luisita بالإضافة إلى حدوث مذابح واغتيالات المخططة في مقاطعات نيجروس.

### بورتوريكو

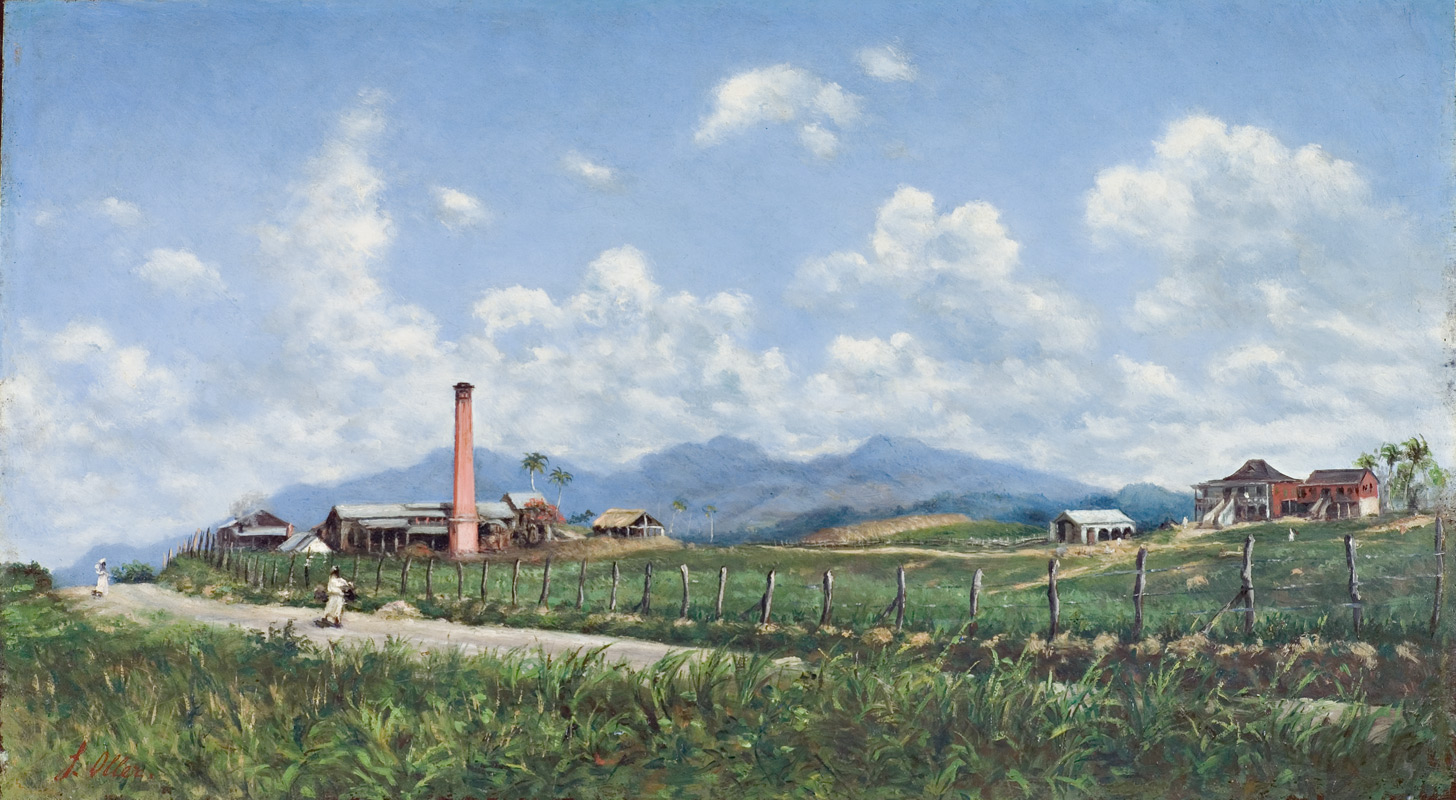
تصوير فرانسيسكو أولر لهاسيندا أورورا (1899) في بونس ، بورتوريكو

استحدث العمل بالمزارع (Haciendas) في بورتوريكو خلال فترة الاستعمار الإسباني. مثلاً مزرعة بوينا فيستا عام 1833، التي تخصصت في زراعة القهوة وتعبئتها وتصديرها. تحولت  هذه المزرعة في يومنا هذا إلى متحف وسجلت في السجل الوطني للولايات المتحدة للأماكن التاريخية، بأسم متحف مزرعة بوينا فيستا Museo Hacienda Buena Vista.
كانت مزرعة Hacienda Mercedita في عام 1861 عبارة عن مزرعة سكر، وكانت تنتج وتعبئ وتبيع السكر تحت الاسم التجاري Snow White.  في أواخر القرن التاسع عشر، تحولت هذه المزرعة لإنتاج المشروبات الروحية، قديما تحت الاسم التجاري Don Q rum. واليوم تحت أسم Destilería Serrallés وهي تحقق أرباح عالية. تلاشت هذه المزارع بشكل ملحوظ بدءاً من الخمسينيات من القرن العشرين، عبر تحويل الاقتصاد الزراعي إلى اقتصاد صناعي أو ما يعرف بعملية الـ Bootstrap.  وفي مطلع القرن العشرين، اختفت معظم مزارع القهوة في بورتوريكو.
تتحولت مزارع السكر إلى مصانع سكر.  ومع ذلك، بحلول التسعينيات، وعلى الرغم من الدعم المالي الحكومي الكبير، اضطرت آخر 13 مصنع سكر على الإغلاق. كان هذا بمثابة نهاية المزارع (haciendas). وفي عام 2000، تم إغلاق آخر مصنعي للسكر، بعد عملهم لما يقرب 100 عام.
كان " Estancia " وهي مزارع  الطعام الاصغر حجماً من (haciendas) مشابهة لها من حيث المبدأ. وهي تختلفت عن (haciendas) من حيث أنواع المحاصيل المزروعة، ومن حيث السوق المستهدف والآلات المستخدمة والحجم. كانت المزارع  الصغيرة (estancia)، خلال فترة الاستعمار الإسباني لبورتوريكو (1508  - 1898)،  قطع أرض تُستخدم لزراعة المحاصيل الثانوية،  حيث يكون الإنتاج بكميات صغيرة نسبياً، فبالتالي هي ليست مخصصة للبيع بالجملة أو للتصدير، هي فقط للبيع والاستهلاك المحلي، بمعنى آخر هي تنتج لها وللمدن المجاورة لها. تم تجهيز المزارع الكبيرة (haciendas) على عكس المزارع الصغير (estancias)، فقد تم تجهزيها بالآلات الصناعية المستخدمة لمعالجة محاصيلها أي تحويلها إلى عصائر ومربى ودقيق لاغراض للبيع بالجملة والتصدير.  أمثلة على المحاصل الثانوية المزروعة في المزارع الصغيرة كانت الأرز والذرة والفاصوليا والبطاطا والبطاطا الحلوة والبفرة والقرع؛ من بين الفواكه المزروعة: الموز والموز والبرتقال والأفوكادو والجريب فروت. أنتجت معظم المزارع في بورتوريكو السكر والبن والتبغ، وكانت تصدر للخارج. ويْذكر ان هنالك بعض (estancias) أكبر من بعض المزارع الكبيرة (haciendas)، ولكن هذا كان استثناء 

## معاني أخرى
في العصر الحالي، فإن وزارة المالية Ministerio de Hacienda هي دائرة الحكومية في إسبانيا تتعامل مع الأمور المالية والضرائب، كما هو الحال في المكسيك Secretaría de Hacienda y Crédito Público ، والتي تعادل وزارة الخزانة في الولايات المتحدة أو وزارة الخزانة في المملكة المتحدة.

## قائمة المزارع
- Hacienda Cocoyoc (Mexico)

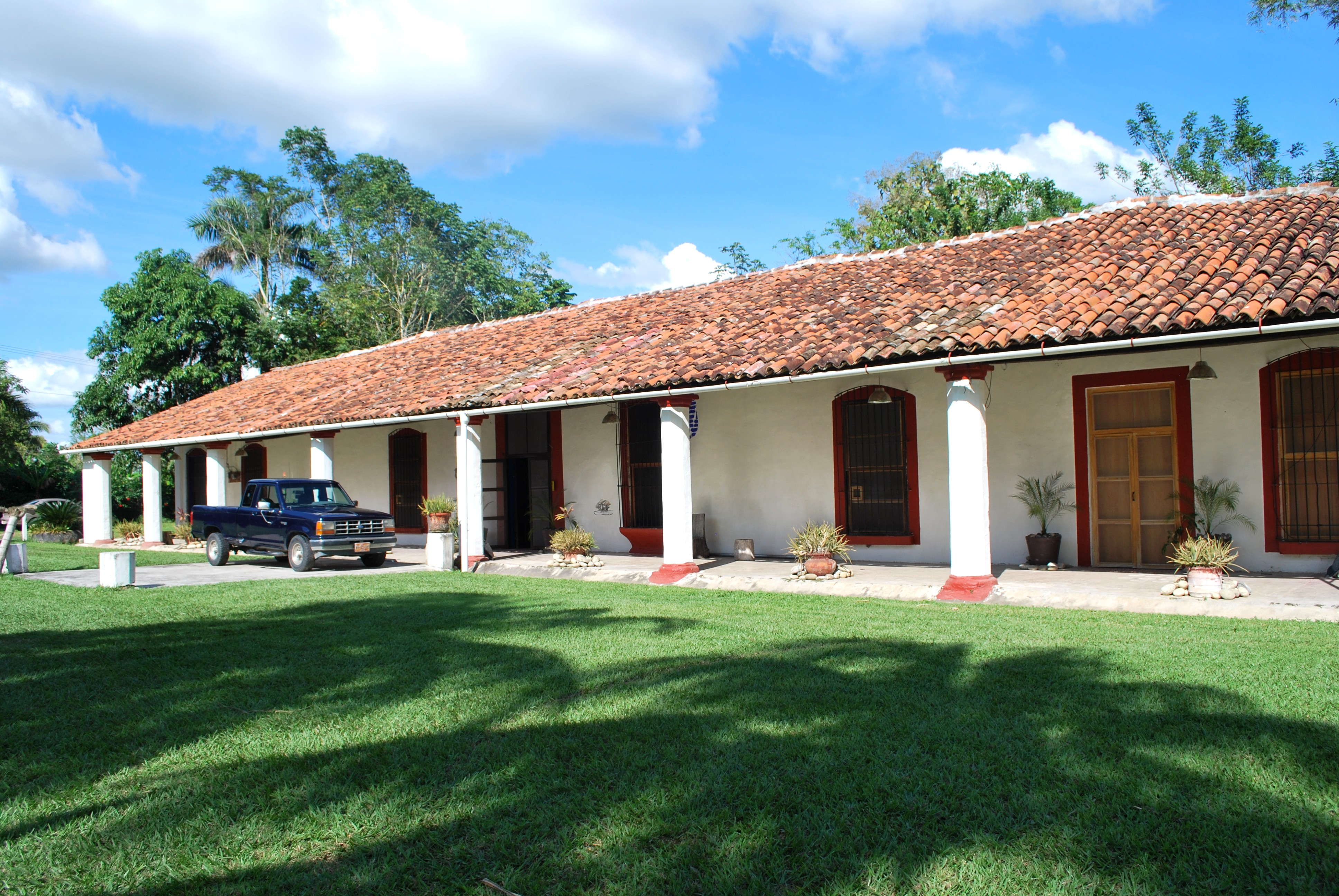
المنزل الرئيسي لـ La Chonita Hacienda ، في تاباسكو ، المكسيك ، لا يزال مزرعة كاكاو عاملة

- Hacienda Buena Vista (Puerto Rico)
- Hacienda Juriquilla (Mexico)
- Hacienda Luisita (Philippines)
- Hacienda Mercedita (Puerto Rico)
- هاسيندا نابوليز (Colombia)
- Hacienda San Antonio de Petrel (Chile)
- Palacio San José (Argentina)
- Hacienda San Jose Chactún (Mexico)
- Hacienda Yorba (USA)
- Sánchez Navarro latifundio (Mexico)

### عام
- Mörner, Magnus. "The Spanish American Hacienda: A Survey of Recent Research and Debate," Hispanic American Historical Review (1973), 53#2, pp. 183–216 in JSTOR
- Van Young, Eric, "Mexican Rural History Since Chevalier: The Historiography of the Colonial Hacienda," Latin American Research Review, 18 (3) 1983; 5-61.
- سيرجيو فيلالوبوس؛ Silva, Osvaldo; Silva, Fernando; Estelle, Patricio (1974). Historia De Chile (14th ed.). Editorial Universitaria. (ردمك 956-11-1163-2).

### Haciendas في المكسيك
- بول إلكسندر بارتليت. The Haciendas of Mexico: An Artist's Record. Niwot, CO: University Press of Colorado, 1990 in Project Gutenberg
- Bauer, Arnold. "Modernizing landlords and constructive peasants: In the Mexican countryside", Mexican Studies / Estudios Mexicanos (Winter 1998), 14#1, pp. 191–212.
- ديفيد برادينج  [لغات أخرى]‏, Haciendas and Ranchos in the Mexican Bajío. Cambridge and New York: Cambridge University Press, 1978.
- فرانسوا شوفالييه. Land and Society in Colonial Mexico. Berkeley: University of California Press, 1963.
- Florescano, Enrique (es). "The Hacienda in New Spain." In ليزلي بيثل (ed.), The Cambridge History of Latin America, vol. 4, Cambridge and New York: Cambridge University Press, 1984.
- Florescano, Enrique. Precios de maíz y crisis agrícolas en México, 1708 – 1810. Mexico City: كلية المكسيك، 1969.
- تشارلز جيبسون. The Aztecs Under Spanish Rule. Stanford: Stanford University Press, 1964.
- Harris, Charles H. A Mexican Family Empire: The Latifundio of the Sánchez Navarros, 1765 – 1867. Austin: University of Texas Press, 1975, (ردمك 0-292-75020-X).
- Konrad, Herman W. A Jesuit Hacienda in Colonial Mexico: Santa Lucía, 1576–1767. Stanford: Stanford University Press, 1980.
- جيمس لوكهارت. "Encomienda and Hacienda: The Evolution of the Great Estate in the Spanish Indies," Hispanic American Historical Review, 1969, 59: 411–29,
- Miller, Simon. Landlords and Haciendas in Modernizing Mexico. Amsterdam: CEDLA, 1995.
- Morin, Claude. Michoacán en la Nueva España del Siglo XVIII: Crecimiento y dissigualidad en una economía colonial. Mexico City: صندوق الثقافة الاقتصادية، 1979.
- Schryer, Frans J. The Rancheros of Pisaflores. Toronto: University of Toronto Press, 1978.
- Taylor, William B. Landlord and Peasant in Colonial Oaxaca. Stanford: Stanford University Press, 1972.
- Tayor, William B. "Landed Society in New Spain: A View from the South," Hispanic American Historical Review (1974), 54#3, pp. 387–413 in JSTOR
- Tutino, John. From Insurrection to Revolution in Mexico. Princeton: Princeton University Press, 1986.
- Van Young, Eric. Hacienda and Market in Eighteenth-Century Mexico. Berkeley: University of California Press, 1981.
- Wasserman, Mark. Capitalists, Caciques, and Revolution. Chapel Hill: University of North Carolina Press, 1984.
- Wells, Allen. Yucatán's Gilded Age. Albuquerque: University of New Mexico Press, 1985.

### Haciendas في بورتوريكو
- باليتو، باربرا انسايت دليل بورتوريكو
- دي واجنهايم، أولغا ج.بورتوريكو : تاريخ تفسيري من عصر ما قبل كولومبيا حتى عام 1900
- فيغيروا، لويس أ. السكر والعبودية والحرية في بورتوريكو في القرن التاسع عشر
- سكارانو، فرانسيسكو أ. السكر والعبودية في بورتوريكو: اقتصاد المزارع في بونس، 1800-1850
- شميت نووارا، إمبراطورية كريستوفر ومناهضة العبودية: إسبانيا وكوبا وبورتوريكو، 1833-1874
- سولير، لويس إم دي هيستوريا دي لا إسكلافيتود نيغرا في بورتوريكو

### أمريكا الجنوبية
- ليونز، باري ج.تذكر هاسيندا: الدين والسلطة والتغيير الاجتماعي في هايلاند إكوادور (2006)
- Lorenzo, Santiago (1986) [1983]. Origen de las ciudades chilenas: Las fundaciones del siglo XVIII (بالإسبانية) (2nd ed.). Santiago de Chile. p. 158.{{استشهاد بكتاب}}:  صيانة الاستشهاد: مكان بدون ناشر (link)
- سالازار ، جبرائيل؛ بينتو ، خوليو (2002). هيستوريا المعاصرة دي تشيلي الثالث. La Economía: mercados empresarios y trabajadores. LOM Ediciones .(ردمك 956-282-172-2)رقم ISBN 956-282-172-2 .

## روابط خارجية
- فازينداس التاريخية في البرازيل